# Dr. Scheffler János-díj
A Dr. Scheffler János-díjat a Szatmári Római Katolikus Egyházmegye létesítette, az egyházmegye érdekében végzett tudományos munkát díjazzák ezzel. Eddig egyetlen alkalommal, 2004-ben osztották ki, az egyházmegye 200 éves jubileuma alkalmával. Ekkor hárman részesültek benne: Dr. Bura László, Muhi Sándor és Czol Ernő.